# Séleucos IV
Pour les articles homonymes, voir Séleucos.
Séleucos IV Philopator (« Qui aime son père »), en grec ancien Σέλευκος Δ΄ Φιλοπάτωρ / Séleukos IV Philopatôr, est un roi séleucide. Il est le fils d'Antiochos III et de Laodicé III du Pont. Il règne de 187 à 175 av. J.-C., date à laquelle il est assassiné par son ministre Héliodore.

## Biographie

### SousAntiochosIII
En 196 av. J.-C., Séleucos IV est chargé de défendre la Thrace pendant que son père tente en vain de prendre Chypre aux dépens de Ptolémée V. En 191, durant la guerre contre Rome, Séleucos IV, bientôt rejoint par son père, s'attaque en vain à Pergame. Après la paix d'Apamée, il accède à corégence pendant que son père gagne la Haute Asie.

### Règne
Bien qu'affaibli par la lutte contre Rome, le royaume séleucide est encore vaste et comprend, outre la Syrie, la Cilicie, la Judée, la Mésopotamie, la Babylonie et une partie de l'Iran actuel. Mais le paiement du lourd tribut exigé par Rome provoque des difficultés financières tout au long du règne de Séleucos IV. Ce dernier est contraint d'envoyer en otage son propre fils, le futur Démétrios Ier Sôter, en remplacement de son frère, le futur Antiochos IV.
Séleucos envoie son ministre Héliodore à Jérusalem vers 176-175 pour s'emparer du trésor du Temple. Au retour de cette mission, Héliodore assassine Séleucos en 175. Il est possible que le ministre ait trouvé suffisamment de richesses pour suborner une partie de l'armée. Antiochos IV, le frère de Séleucos, reprend la situation en main à son retour d'Athènes où il s'est réfugié : après avoir tué Héliodore, il monte sur le trône.

## Postérité dans la tradition judéo-chrétienne
Séleucos IV est mentionné dans la Bible dans une prophétie donnée par un ange (Livre de Daniel, 11, 20). Le texte précise que Séleucos « enverra un percepteur pour maintenir la splendeur royale ». Ce percepteur est appelé « extorqueur » ou « exacteur de tribut » selon la traduction de la Revised Standard Version. Le Deuxième livre des Maccabées, l'un des livres deutérocanoniques, évoque la mission menée par Héliodore visant à récupérer une partie du trésor du Temple de Jérusalem.

## Généalogie
De son union avec sa sœur-épouse Laodicé IV naissent trois enfants :
- Antiochos, mort en 170 av. J.-C. ;
- Démétrios Ier Soter ;
- Laodicé V.